# Sankt Jovan Bigorski-klosteret
Sankt Joan Bigorski-klosteret er et makedonsk ortodoks kloster i det vestlige af landet nær vejen mellem byerne Debar og Gostivar.
Klosteret er viet til Johannes Døberen, og ifølge dets egne optegnelser er det oprindeligt opført i 1020 af ærkebiskop Johan 1. af Debar. Det blev ødelagt af osmannerne i det 16. århundrede og senere genopført i 1743. I 2009 brændte dele af klosteret, men kirken og en del af komplekset blev reddet. I 2010 blev der påbegyndt en genopbygning af de nedbrændte dele med henblik på at genopføre det så autentisk som muligt. 
41°37′19″N 20°36′42″Ø / 41.6219°N 20.6117°Ø
| Kristendom | Spire Denne artikel om kristendom er en spire som bør udbygges. Du er velkommen til at hjælpe Wikipedia ved at udvide den. |